# اولدژیخ زابرودسکی
اولدژیخ زابرودسکی (چکی: Oldřich Zábrodský؛ ۲۸ فوریهٔ ۱۹۲۶ – ۲۲ سپتامبر ۲۰۱۵) بازیکن هاکی روی یخ اهل چکسلواکی بود.